# Alpino (cartunista)
Alberto Correia de Alpino Filho, o Alpino (Baixo Guandu, Espírito Santo, 4 de junho de 1970) é um cartunista e quadrinista capixaba. Criador das tiras Luzia (2001) e Samanta (2004), ilustrador do jornal Folha de S.Paulo, chargista do portal de comunicação Yahoo! Brasil e cartunista da revista Playboy. Após duas indicações por suas produções em 2011 e 2012, recebeu o Troféu HQ Mix de Desenhista de Humor Gráfico de 2013.

## Família e primeiros anos
Sexto, dos oito filhos de Maria Neves de Alpino e Alberto Correia de Alpino. Seu pai trabalhava como guarda-chaves na Companhia Vale do Rio Doce, em Aimorés (MG). Em 1977 ele foi transferido e mudou-se com a família para atuar na mesma função na estação de Piraqueaçu, situada no lugarejo de mesmo nome, no município de João Neiva (ES). Cercada de vegetação, a casa ficava defronte à linha férrea e próxima à estação. A terra alaranjada e macia da propriedade propiciou ao jovem Alpino, de posse de gravetos, a base para seus primeiros rabiscos. Em 1983, após a aposentadoria de seu pai, a família muda mais uma vez, agora para a cidade de João Neiva. Aos 17 anos, Alpino consegue seu primeiro emprego na única gráfica local, a Hércules. Seis anos mais tarde, vendo limitadas as suas possibilidades de evoluir no campo da tipografia e as poucas ofertas de emprego na região, passa a trabalhar como guarda bancário no Banestes, na cidade vizinha, Ibiraçu.

## Luzia
Em 1997 passa a ilustrar cartilhas institucionais para a agência publicitária M&M, em Vitória (ES). Ali toma contato com o mundo dos quadrinhos capixabas, se tornando amigo de outros cartunistas como Zota, Gió, J. Carlos e Zael. Nesse período cria a personagem Luzia, tendo como base a foto de sua esposa, Luzia Caliman no jardim de infância. Faz vinte tiras e passa a oferecê-las ao maior jornal do Espírito Santo, o diário A Gazeta. Três anos mais tarde, a editora Silvana Holzmeister cancela a tira Garfield, que encarecia novamente e cede o espaço à Luzia. No dia 21 de novembro de 2001, a tira estreava no Caderno Dois.

## Samanta
Mesmo com o sucesso alcançado por Luzia, Alpino passa a testar novos personagens no espaço que conquistou em A Gazeta. São desse período os cartuns de A Doce Vida e Super Dog. A melhor resposta veio com Samanta, personagem batizada com o mesmo nome de sua única filha. A tira é levada à apreciação da Intercontinental Press, representante dos syndicates norte-americanos e detentora dos direitos de tiras clássicas como Recruta Zero e Hagar, o Horrível.  A tira tem boa aceitação e passa a ser publicada no jornal O Sul (RS), A Crítica (AM), Jornal do Brasil (RJ) e Agora (SP).

## Folha Vitória
Em maio de 2007, sem deixar as tiras, inicia a produção de charges diárias para o site de notícias da Rede Vitória, o Folha Vitória. Desse período inicial com as charges, relembra um fato. "Era o primeiro mês em que eu fazia a charge do Folha e me utilizei de uma notícia que vi na TV. A Polícia Federal havia apreendido uma grande quantidade de maconha e faria uma solenidade onde queimaria um quilo em uma pira. O restante seria incinerado mais tarde no forno de de uma empresa local. A destruição televisionada daquele quilo de maconha contou com a presença do alto escalão do governo e da Polícia Federal. Quando acenderam a pira, o vento começou a soprar a fumaça da maconha em direção às autoridades. A imagem era engraçada. Todas aquelas pessoas que haviam discursado minutos antes sobre o combate às drogas, agora estavam ali, envoltas naquele nevoeiro de maconha. Fiz a charge da seguinte forma: tendo ao fundo as autoridades, a pira e a fumaça, dois policias conversam entre si. O primeiro diz: "Está faltando uma coisa ...". O segundo policial deduz: "Aumentar o fogo?". O primeiro reponde: "Não... um cd de reggae...". Gostei imensamente da charge, mas não agradou ao comandante da Polícia Federal, que ligou para a redação do Folha Vitória, reclamando. A charge saiu do ar minutos depois.

## Yahoo! Brasil
Dois anos mais tarde, mesmo com o sucesso de Samanta, Alpino decide retomar os cartuns de A Doce Vida, seguindo a escola dos cartunistas norte-americanos da revista The New Yorker. Dessa safra, ele produz quarenta cartuns, que passou a oferecer a revistas e jornais online. A única resposta positiva que recebeu foi do portal de comunicação Yahoo! Brasil. Pelas mãos do editor Rafael Alves e Edson Costa, seus cartuns ganharam uma página dentro do portal. Com a boa aceitação dos cartuns, Alpino é convidado a ser o primeiro chargista do Yahoo! Brasil, estreando no dia 1º de Abril de 2010, se unindo ao elenco de colunistas célebres como Regis Tadeu, Bernardo Ricupero e Sérgio Rizzo.
Antes do fim do seu primeiro mês como chargista do Yahoo! Brasil, sua esposa Luzia toma conhecimento do 4º Concurso de Ilustração da Folha de S.Paulo e o incentiva a participar. Mesmo reticente ele se inscreve na categoria cartum com três trabalhos. Alpino hesitou até o último momento para se inscrever pois acreditava que o seu traço não tinha relação com o dos cartunistas consagrados da Folha, como Angeli, Laerte e Glauco. No dia 21 de maio, a Folha de S.Paulo estampava a matéria sobre o concurso e o primeiro lugar alcançado pelo cartunista capixaba.
No final de dezembro de 2011, em acerto com Edson Aran, editor da edição nacional da revista Playboy, Alpino cria uma página mensal com cinco cartuns. A estreia se deu na edição de janeiro de 2012, tendo em sua capa, Vanessa Zotth. Alpino produziu 240 cartuns para a revista até dezembro de 2015, quando a Editora Abril decidiu parar de publicar a revista.

## Marlene
Em 2018, Alpino apresentou ao público Marlene, uma personagem ruiva e de formas marcantes. Nas tirinhas publicadas no Instagram, a proposta é sempre a mesma, mas com variações bem criativas: Marlene tenta seduzir Alaor de diversas maneiras e em diferentes situações, enquanto ele permanece completamente desatento e muitas vezes se irrita com a esposa. Com o tempo, o autor passou a produzir também histórias em quadrinhos eróticos protagonizadas pelo casal. Em 2023, entretanto, Alpino teve seu trabalho removido da Amazon.